# Yahima Ramirez
Yahima Menendez Ramirez (nascida em 10 de outubro de 1979, em Havana) é uma judoca cubana-portuguesa que compete na categoria feminina de 78 kg. Ganhou a medalha de ouro nos Jogos da Lusofonia 2009 e uma medalha de bronze no Campeonato Europeu de Judo de 2008, ambos disputados em Lisboa. Ramirez ganhou mais de 10 medalhas e vitórias no Campeonato do Mundo em Lisboa em 2009 e Taipé em 2015. Recebeu uma medalha de bronze no Open Europeu em Lisboa em 2018, e outra na Taça da Europa em Málaga em 2019.

### Citações
1. 1 2  Comité Olímpico Portugal.
2. 1 2 3 4  JudoInside.